# Вибори Голови Європейського парламенту 2017
Вибори Голови Європе́йського парла́менту 2017 року — це 15-те (з 1979 року) обрання Голови Європе́йського парла́менту депутатами Європейського парламенту, що проходило 17 січня 2017 року. Лише в четвертому турі таємним голосуванням було обрано представника групи Європейської народної партії Антоніо Таяні.
Голова Європарламенту обирається терміном на два з половиною роки.
За період з 1952 до 2017 року було 29 голів, із них дванадцять було обрано після перших виборів до Європарламенту 1979 року. Двоє голів були жінками, більшість були з країн — старих членів Євросоюзу. Із січня 2012 року головою є Мартін Шульц.

## Передвиборча агітація
10 січня 2017 року фаворитами в передвиборній гонці за місце президента Європарламенту, за інформацією VoteWatch Europe, було названо італійців — кандидатів від двох найбільших груп Європарламенту Джанні Піттелла (група «Соціалістів і демократів») і Антоніо Таяні (Європейська народна партія).
Перед виборами, 17 січня 2017 р. — лідер Альянсу лібералів і демократів за Європу Гі Вергофстадт відкликав свою кандидатуру на пост глави законодавчого органу ЄС. На думку експертів, він би міг стати компромісною фігурою для євродепутатів.

## Правила обрання
Депутати Голову Європарламенту обирають таємним голосуванням абсолютною більшістю (50 % плюс один голос).
Перед другим та третім туром можна висувати нові кандидатури. Претенденти також можуть знімати свої кандидатури в ході цього процесу.
Якщо за три тури жоден з кандидатів не отримає абсолютної більшості голосів, то Голови Європарламенту обирається простою більшістю в четвертому і останньому турі з двох кандидатів, які отримали найбільшу кількість голосів в третьому турі. Якщо обидва кандидати набрали у четвертому турі однакову кількість голосів, то президентом Європарламенту обирається старший за віком.

## Особливості виборів
Вперше за майже 40 років дві найбільші фракції не домовилися про призначення того чи іншого представника. В 2017 році настала черга керувати Європарламентом правоцентристу, однак соціалісти вирішили порушити традицію домовленої ротації й висунули свого кандидата.
На думку експертів, чашу терезів на виборах можуть схилити голоси фракції євроскептиків, співголовою якої є Найджел Фараж, один із найпалкіших прихильників Brexit.

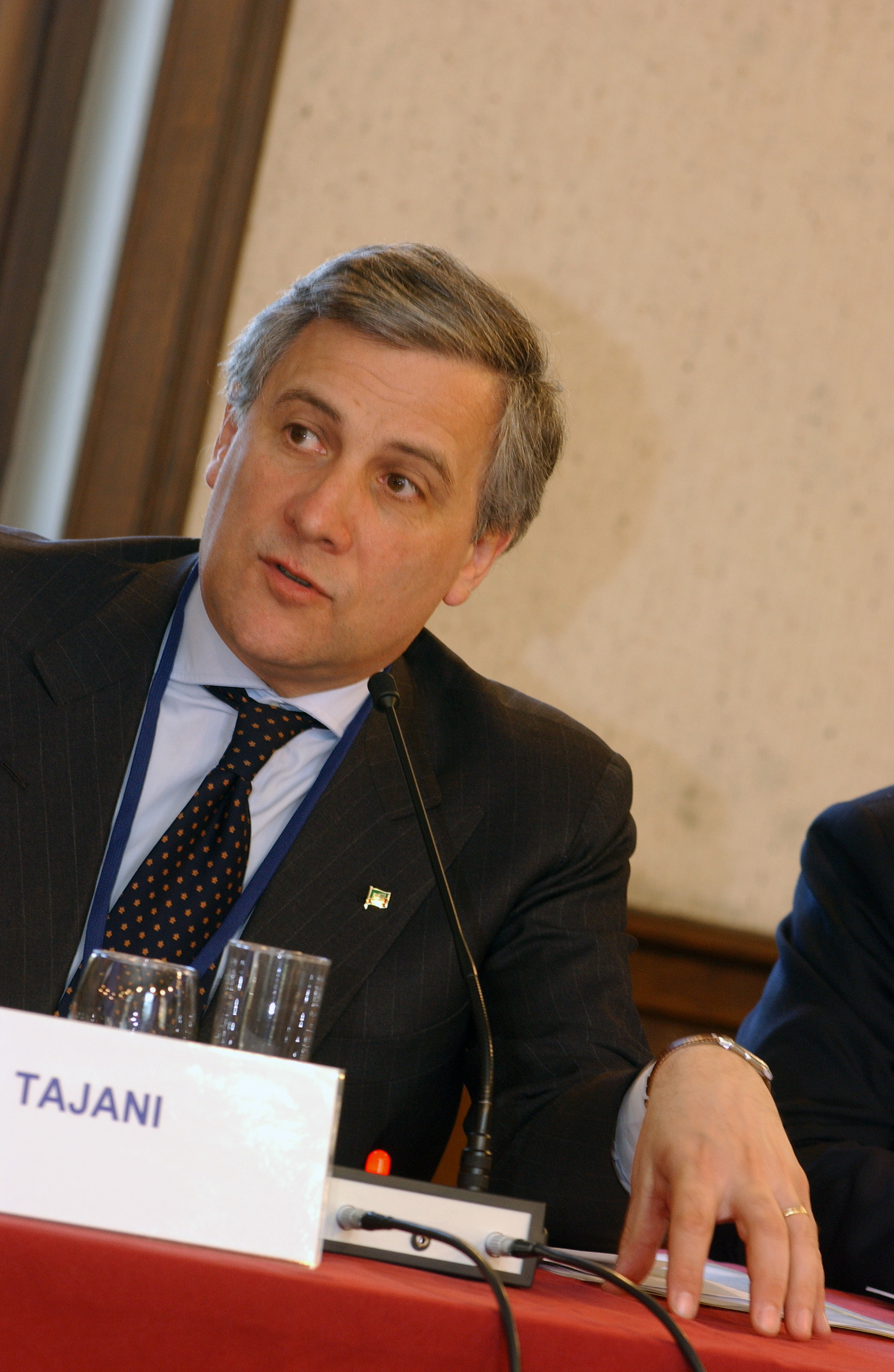
Антоніо Таяні набрав найбільше голосів у перших двох турах виборів

## Вибори

### Перший тур
17 січня 2017 року 718 депутатів взяли участь у першому турі голосування. 35 бюлетенів були визнані не дійсними. Відповідно, для перемоги необхідно було отримати 342 голоси (50 %+1 голос). Однак, переможця не було виявлено.
Найбільше голосів у першому раунді набрав представник групи Європейської народної партії Антоніо Таяні — 274 голоси (40,1 %).
Друге місце за результатами голосування зайняв лідер групи Альянсу соціалістів і демократів Джанні Піттелла, який набрав 183 голоси.
Віце-президент групи Європейських консерваторів і реформістів Хельга Стейвенс отримала на свою підтримку 77 голосів, італійський депутат від групи Європейських об'єднаних лівих / Північних зелених лівих Елеонора Форенца — 50 голосів, депутат з Великої Британії від груп Зелених Джин Ламберт — 56 голосів і депутат з Румунії від групи «Європа для націй» Лоренцо Ребега — 43 голоси.
| Італія Антоніо Таяні         | група Європейської народної партії                            |  | 274 (40.1 %) |
| Італія Джанні Піттелла       | група S&D (Прогресивного альянсу соціалістів і демократів)    |  | 183 (26.8 %) |
| Бельгія Хельга Стейвенс      | Віце-президент групи Європейських консерваторів і реформістів |  | 77 (11.3 %)  |
| Велика Британія Джин Ламберт | група Зелених                                                 |  | 56 (8.2 %)   |
| Італія Елеонора Форенца      | група Європейських об'єднаних лівих / Північних зелених лівих |  | 50 (7.3 %)   |
| Румунія Лоренцо Ребега       | група «Європа для націй»                                      |  | 43 (6.3 %)   |
| НЕДІЙСНІ                     |                                                               |  | 35           |

### Другий тур
Другий тур, що проходив із 16 години (за київським часом), знову не визначив переможця. В ньому взяли участь 725 депутатів. 34 бюлетені були недійсними. 691 голос розподілився наступним чином: Найбільше голосів набрали все ті ж кандидати — Антоніо Таяні (287, або на 13 голосів більше) та Джанні Піттелла (200, або на 17 голосів більше).
Представник Європейських консерваторів та реформістів Хельга Стівенс набрала 66 голосів. Це на 11 — менше. Депутат від Європейських зелених Джин Ламберт — 51 (- 5 голосів). У Лаврентія Ребега набрано 45 голосів (+ 2), а у Елеонори Флоренца взагалі на 8 менше або — 42 голоси.

### Третій тур
О 18:30 за київським часом чинний Голова Європарламенту Мартін Шульц оголосив початок третього раунду голосування.
Очікувано, найбільше голосів набрали італійці — колишній заступник голови Єврокомісії та заступник голови Європарламенту, кандидат від фракції Європейської народної партії (Християнські демократи) Антоніо Таяні (291 голос) і голова фракції Прогресивний альянс соціалістів і демократів Джанні Піттелла (199 голосів).
Вони і вийшли у четвертий тур виборів голови Європарламенту.